# Katrin Jäke
Katrin Jäke (* 1973) ist eine deutsche Schwimmerin.

## Nationale Erfolge
Bereits im Jahr 1988 stand sie ganz oben auf dem Siegerpodest, als sie mit der 4 × 100-m-Lagenstaffel des SC DHfK Leipzig die DDR-Meisterschaft gewann. Es folgten zwei Vizemeisterschaften über 100 und 200 m Delfin im Jahr 1990. Dies war der Auftakt zu einer beeindruckenden Siegesserie als Schwimmerin für den DSV.
- 050 m Delfin: Meisterin 1990 und 1999, Platz 3 1991; Kurzbahn: 1999 Platz 3
- 100 m Delfin: Meisterin 1990 und 1999, Vizemeisterin 1991 und 1997, Platz 3 1998; Kurzbahn: 1999 Vizemeisterin
- 200 m Delfin: Meisterin 1990, 1993, 1994, 1995, 1996, 1997, 1998 und 1999, Vizemeisterin 2001, Platz 3 1991; Kurzbahn: 1994 Platz 3, 1996 Vizemeisterin, 1999 Meisterin
- 200 m Lagen: 1998 und 1999 Platz 3; Kurzbahn: 1996 Platz 3
- 400 m Lagen: 1999 Vizemeisterin, 2000 Platz 3; Kurzbahn: 1996 Platz 3

Bei den Deutschen Meisterschaften im Jahr 2000 kam sie weder über 100 noch über 200 m Delfin unter die besten drei. Damit verpasste sie die Qualifikation für die Olympischen Spiele in Sydney, nachdem sie bereits 1992 und 1996 gescheitert war.

## Internationale Erfolge
Katrin Jäke startete bei den Europameisterschaften 1993 in Sheffield, 1995 in Wien, 1997 in Sevilla und 1999 in Istanbul, bei den Weltmeisterschaften 1994 in Rom und 1998 in Perth sowie bei den Kurzbahnweltmeisterschaften 2000 in Athen. Über ihre Paradedisziplin, die 200 m Delfin, erreichte sie immer das Finale und kam zweimal sogar in die Medaillenränge:
- 1993: An die Ungarin Krisztina Egerszegi, die in 2:10,71 min Europameisterin wurde, kam sie zwar nicht heran, aber ihre Zeit von 2:13,07 min reichte für die Silbermedaille vor Bárbara Franco aus Spanien (Bronze in 2:13,39 min).
- 2000: Katrin Jäke zeigte sich gegenüber Sheffield deutlich verbessert. Sie schwamm 2:08,10 min und gewann damit zum zweiten Mal Silber in einem Einzelwettkampf. Gold und Bronze gingen an Mette Jacobsen aus Dänemark (2:08,10 min) bzw. an die Polin Otylia Jędrzejczak (2:09,61 min). Darüber hinaus gewann sie eine weitere Silbermedaille mit der 4 × 100-m-Lagenstaffel (Team: Sandra Völker, Janne Schäfer, Katrin Jäke und Katrin Meißner), die in 4:01,47 min zwar deutlich hinter den siegreichen Schwedinnen (Gold in 3:59,53 min) lag, aber die USA ebenso deutlich auf Platz 3 (4:02,51 min) verweisen konnte. Diese Medaille war ein Trost für das Pech zwei Jahre zuvor in Perth, wo Katrin Jäke bei ihrem ersten internationalen Staffeleinsatz nur auf Platz 4 gekommen war.

Katrin Jäke blieb auch nach dem Ende ihrer aktiven Laufbahn dem Schwimmsport verbunden. Im Jahr 2004 wurde sie zur Landestrainerin in Leipzig ernannt. Im Januar 2005 wechselte Jäke von Leipzig an den Olympiastützpunkt in Hamburg.